# Jordan Bone
Jordan Latham Bone (Nashville, Tennessee; 5 de noviembre de 1997) es un baloncestista estadounidense que se encuentra sin equipo. Con 1,91 metros de estatura, ocupa la posición de base.

## Trayectoria deportiva

### Universidad
Formado en The Ensworth School de Nashville, Bone fue reclutado por la Universidad de Tennessee, donde jugó tres temporadas con los Volunteers, en las que promedió 9,7 puntos, 2,4 rebotes y 4,3 asistencias por partido. En su última temporada fue incluido tanto por los entrenadores como por Associated Press en el segundo mejor quinteto de la Southeastern Conference. Logró el récord de su universidad de ratio asistencias/pérdidas de balón en una temporada, con 2,91, superando a Jon Higgins, que lo ostentaba desde 2003.

#### Estadísticas
| Año     | Equipo    | PJ | PT | MPP  | %TC  | %3P  | %TL  | RPP | APP | ROB | TPP | PPP  |
| ------- | --------- | -- | -- | ---- | ---- | ---- | ---- | --- | --- | --- | --- | ---- |
| 2016–17 | Tennessee | 23 | 17 | 19.6 | .372 | .304 | .769 | 1.7 | 2.9 | .5  | 0   | 7.2  |
| 2017–18 | Tennessee | 35 | 33 | 23.1 | .391 | .380 | .821 | 2.1 | 3.5 | .7  | .1  | 7.3  |
| 2018–19 | Tennessee | 37 | 37 | 32.9 | .465 | .355 | .835 | 3.2 | 5.8 | .7  | .1  | 13.5 |
| Total   | Total     | 95 | 87 | 26.1 | .424 | .353 | .817 | 2.4 | 4.3 | .7  | .1  | 9.7  |

### Profesional
Tras su tercer año en la NCAA, Bone decidió inscribirse en el Draft 2019 de la NBA, saltándose su cuarto año de elegibilidad en la universidad. El base fue elegido en la quincuagésimo séptima posición del Draft de la NBA de 2019 por New Orleans Pelicans, pero posteriormente fue traspasado a Detroit Pistons, vía Atlanta Hawks y Philadelphia 76ers.
El 8 de julio de 2019, firmó un contrato dual con los Pistons y su filial en la G League, los Grand Rapids Drive. Con los Pistons promedió 12.3 puntos, 3.3 rebotes y 2.3 asistencias en la Summer League de Las Vegas, llegando a disputar 10 partidos con la franquicia en la NBA durante la temporada 2019. En los Grand Rapids Drive de la G League promedió 17,6 puntos, 6,9 asistencias y 3,3 rebotes por partido.
Después de un año en Detroit, el 23 de noviembre de 2020, firmó un contrato dual con Orlando Magic y su filial en la G League, los Lakeland Magic. Con Orlando Magic disputó 14 partidos de temporada regular NBA. Fue despedido el 3 de febrero de 2021, y tres días después firmó con los Delaware Blue Coats de la G League con los que disputó 16 encuentros.
En verano de 2021, firmó por los Indiana Pacers para disputar la NBA Summer League en Las Vegas.
El 23 de agosto de 2021, firma con el Beşiktaş Icrypex de la Basketbol Süper Ligi (BSL). En las filas del conjunto turco, disputa 11 partidos aportando 11,7 puntos, 3,6 rebotes y 3,6 asistencias en la liga turca y 17 puntos, 2,7 rebotes y 4 asistencias en la Basketball Champions League. 
El 9 de diciembre de 2021, firma por el Casademont Zaragoza de la liga ACB hasta final de temporada.
El 3 de noviembre de 2022 fue incluido en la lista de jugadores de Wisconsin Herd después de firmar contrato con el equipo de la G League.

## Estadísticas de su carrera en la NBA

### Temporada regular
| Año     | Equipo  | PJ | PT | MPP  | %TC  | %3P  | %TL | RPP | APP | ROB | TPP | PPP |
| ------- | ------- | -- | -- | ---- | ---- | ---- | --- | --- | --- | --- | --- | --- |
| 2019-20 | Detroit | 10 | 0  | 5.3  | .250 | .200 | –   | .4  | .8  | .1  | .0  | 1.2 |
| 2020-21 | Orlando | 14 | 0  | 14.0 | .426 | .313 | –   | 1.7 | 1.3 | .1  | .0  | 4.0 |
| Total   | Total   | 24 | 0  | 10.4 | .378 | .286 | –   | 1.2 | 1.1 | .1  | .0  | 2.8 |